# 谢春涛
谢春涛（1963年2月—），山东省临沭县人。中华人民共和国政治人物。

## 生平
1978年至1988年先后就读于山东师范大学、杭州大学和中国人民大学，获教育学学士、法学硕士和法学博士学位。1988年起在中共中央党校，任中共中央党校党史教研部主任、中央党校报刊社社长兼总编辑，教务部主任。1998年，获国务院政府特殊津贴。2017年7月，任中央党校校务委员会委员、教务部主任。2018年6月任中央党校（国家行政学院）副校（院）长。2022年6月，升任中央党校（国家行政学院）分管日常工作的副校长（副院长，正部长级）。
担任中国共产党第十九届中央委员会候补委员、第二十届中央委员会委员。